# Eisbock

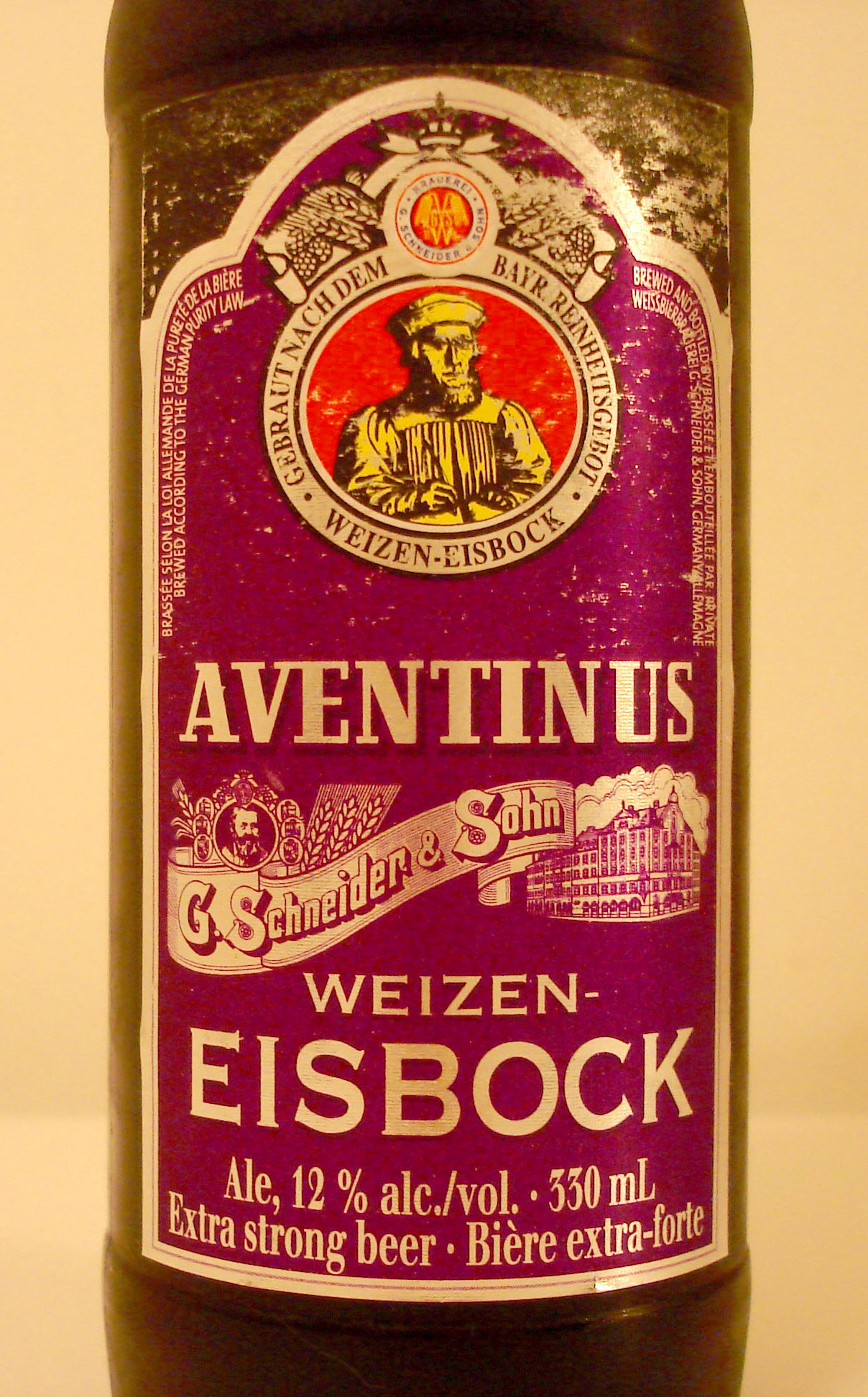
Aventinus Weizen-Eisbock.

La Eisbock est une bière bavaroise de fermentation basse de type Bock. Elle titre entre 8 et 14 % d'alcool.
Il s'agit d'une bière de saison qui repose sur une congélation partielle lors de la maturation.

## Histoire
La naissance de la Eisbock n'est pas historiquement attestée. La tradition orale l'attribue à l'erreur d'un des employés d'une brasserie de Haute-Franconie qui aurait laissé les fûts une nuit dehors. Au petit matin, furieux de voir sa bière gelée, le brasseur aurait contraint son ouvrier à boire le breuvage obtenu en guise de punition, à la surprise des papilles gustatives du condamné[réf. nécessaire].

## Brassage
Le brassage a lieu comme celui d'une Bock, en particulier selon le Reinheitsgebot (loi allemande sur la « pureté » de la bière).
La différence consiste en une congélation partielle de la bière pendant la maturation. La glace est ensuite retirée ; un jus plus concentré en alcool et plus fort en goût est récupéré.